# Liparis deistelii
Liparis deistelii är en orkidéart som beskrevs av Rudolf Schlechter. Liparis deistelii ingår i släktet gulyxnen, och familjen orkidéer. Inga underarter finns listade i Catalogue of Life.